# Święck-Strumiany
Święck-Strumiany – wieś w Polsce położona w województwie podlaskim, w powiecie wysokomazowieckim, w gminie Czyżew. Leży nad rzeką Brok.
W latach 1975–1998 miejscowość administracyjnie należała do województwa łomżyńskiego.
Wierni kościoła rzymskokatolickiego należą do parafii św. Stanisława Biskupa i Męczennika w Dąbrowie Wielkiej.

## Historia

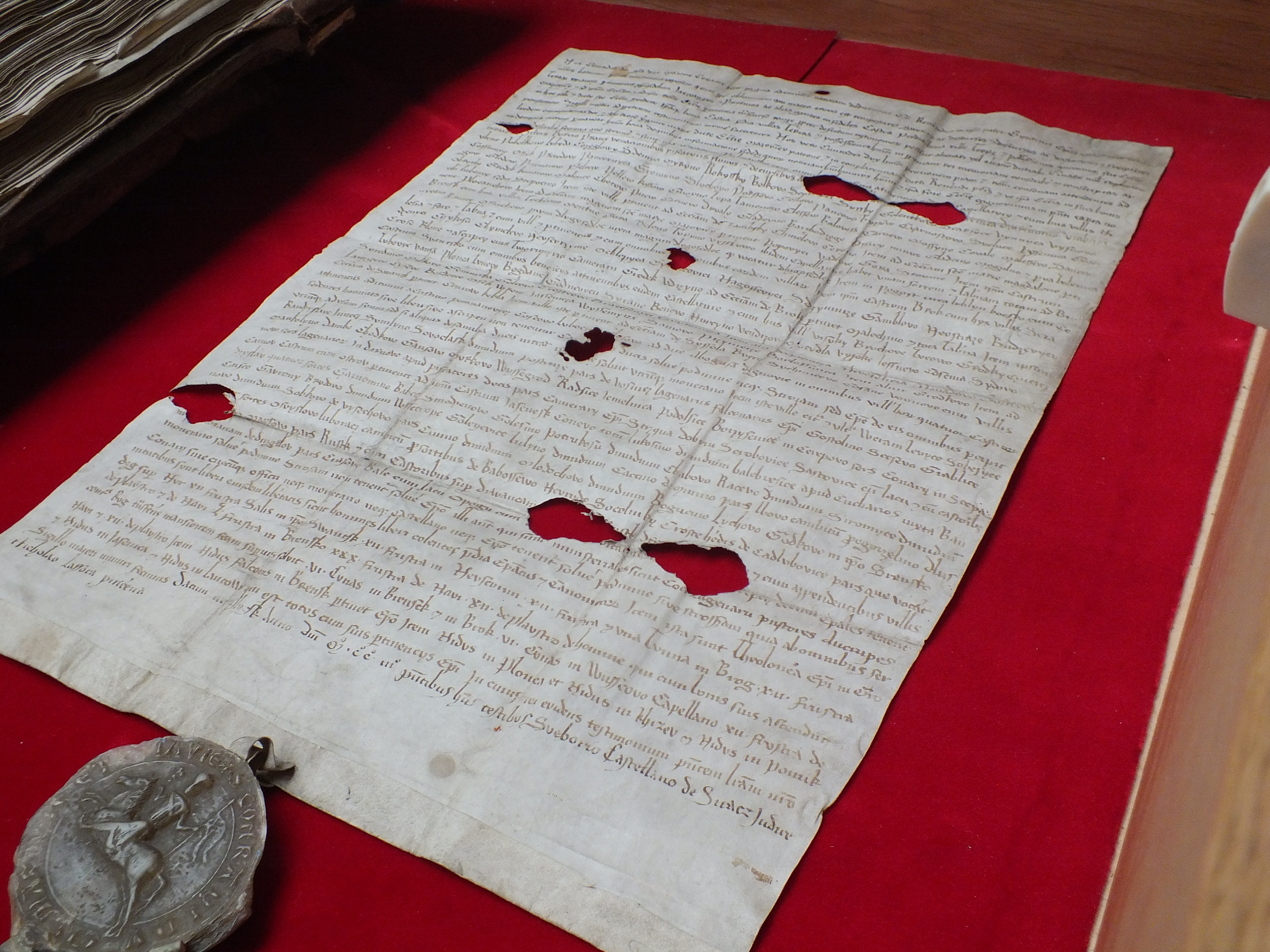
Dokument księcia Konrada mazowieckiego potwierdzający dobra biskupstwa płockiego – kasztelania święcka

Zlokalizowany w Święcku gród kasztelański zbudowany został około 968 roku, co stwierdzono na podstawie badań dendrochronologicznych. Gród został przypuszczalnie zbudowany przez Piastów w ramach jednorazowej inwestycji budowlanej (tak jak grody w Strzyżewie nad Krzną i Niewiadomej) i działał do połowy XI wieku, gdy został zniszczony przez pożar wywołany przypuszczalnie najazdem. W XII wieku po odbudowie gród został rozbudowany od strony wschodniej do powierzchni 1,5 hektara. Po raz pierwszy wzmiankowany był w najstarszym inwentarzu dóbr biskupstwa płockiego sporządzonym na przełomie XII i XIII w. oraz w dokumencie księcia Konrada I datowanym na około 1230 r. Te dwie wiadomości pisane wymieniają castrum Svatsco (Suantsck, Swantsk) wraz z należącymi do niego osadami i dwiema wsiami (Crivovo-Crirouo oraz Kebla-Rebla) pertinent ad ecclesiam de Suansck oraz komorą celną z obowiązkiem wypłacania biskupstwu 12 kruszy soli jako stawki celnej. Miejscowość była nadana biskupstwu płockiemu najpewniej podczas fundacji około 1075 roku.
Owalne grodzisko zbudowano na skraju wysoczyzny wysuniętej w dolinę rzeki Brok. Otoczone wałem drewniano-ziemnym o konstrukcji rusztowej. Szerokość u podstawy dochodząca do 10 m. Zniszczone w XIII w. W pobliżu grodu odnaleziono ślady drewnianego kościoła z około XII wieku. Kościół ten był ośrodkiem parafii w diecezji płockiej, do której należały 42 wsie m.in. Cisov (Czyżew), Święcienica (obecnie Rosochate Kościelne), Wronie (Andrzejewo), Szumowo, Jasienica, Wysokie (Wysokie Mazowieckie), Łuniewo, Boguty, Wyszonki, Kuczyn, Kobylin, Średnica, Leśniewo, Lubowicz, Płonka, Grochy, Przeździecko, Jeżewo Pajewo.
Obok grodu określanego jako castrum Suantsek znajdował się kościół; ecclesia de Swansk i targowisko. Przy grodzie pobierano cło, głównie od transportowanej soli. Pierwsi osadnicy napłynęli tu prawdopodobnie z Wielkopolski, Kujaw i Pomorza. Gród w Święcku został opuszczony najpóźniej pod koniec XIII lub w początku XIV wieku na skutek najazdów Prusów lub Jaćwingów.
Szczegółowe informacje dotyczące grodu wczesnośredniowiecznego znajdują się w publikacji Danuty Jaskanis.
W późniejszym okresie w pobliżu wioski funkcjonował folwark Święck-Strumiany. W 1870 liczył 347 mórg powierzchni; w tym grunty orne i ogrody 194, łąki 24, las 117, wody mórg 1, nieużytki 12. Budynków drewnianych 18.
Urodził się tutaj katolicki błogosławiony ks. Antoni Zawistowski.

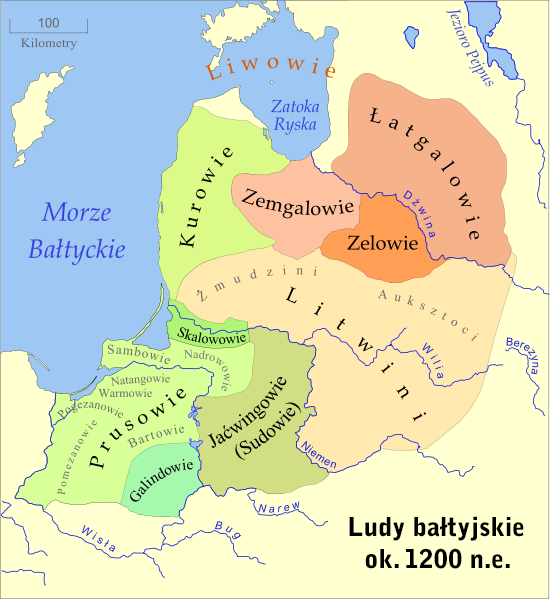
Plemiona bałtyjskie ok. 1200 roku

## Obiekty zabytkowe
- krzyż na północ od grodziska, w polu, żeliwny, z prętów z datą 189[.]
- kapliczka przydrożna, drewniana z ludową rzeźbą św. Jana Nepomucena[10]

### Obiekty archeologiczne wpisane do rejestru zabytków
- osada przygrodowa z XII–XIII w.
- grodzisko „OKOP” z XI–XIII w.
- cmentarzysko z XII–XIII w.[14]

## Galeria

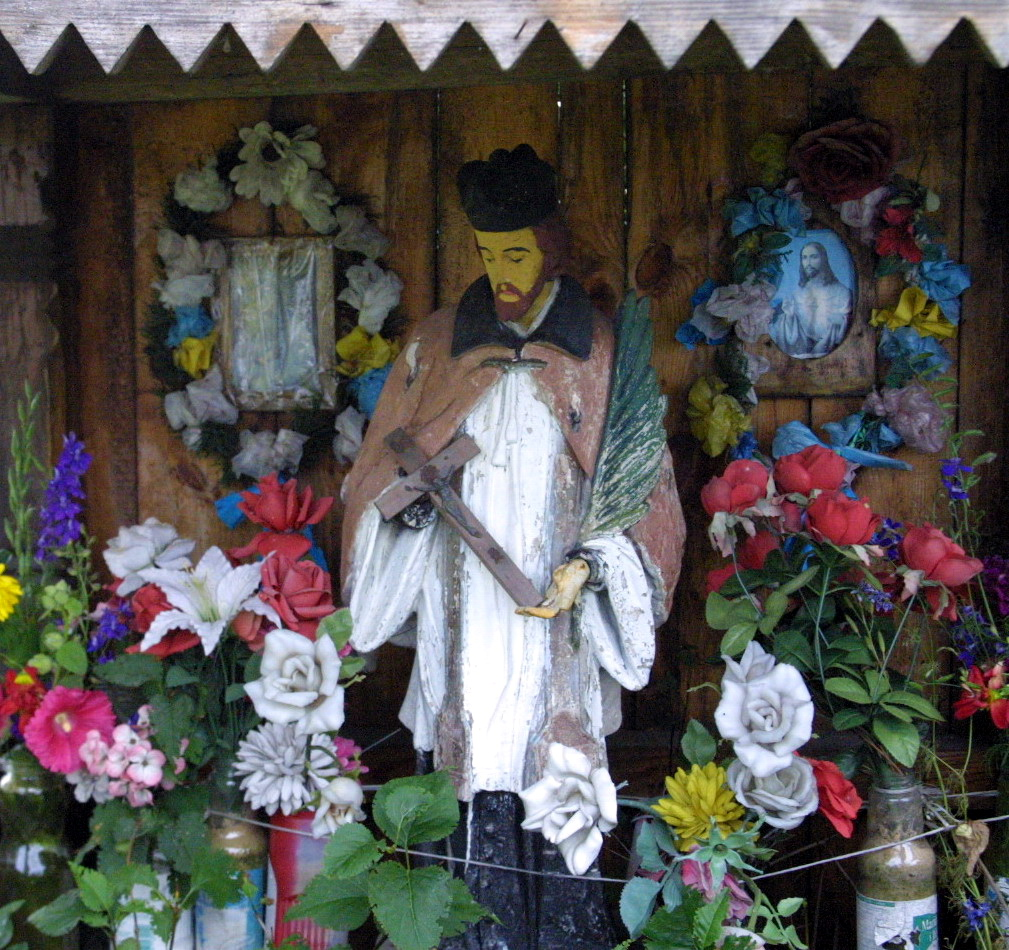
Rzeźba św. Jana Nepomucena
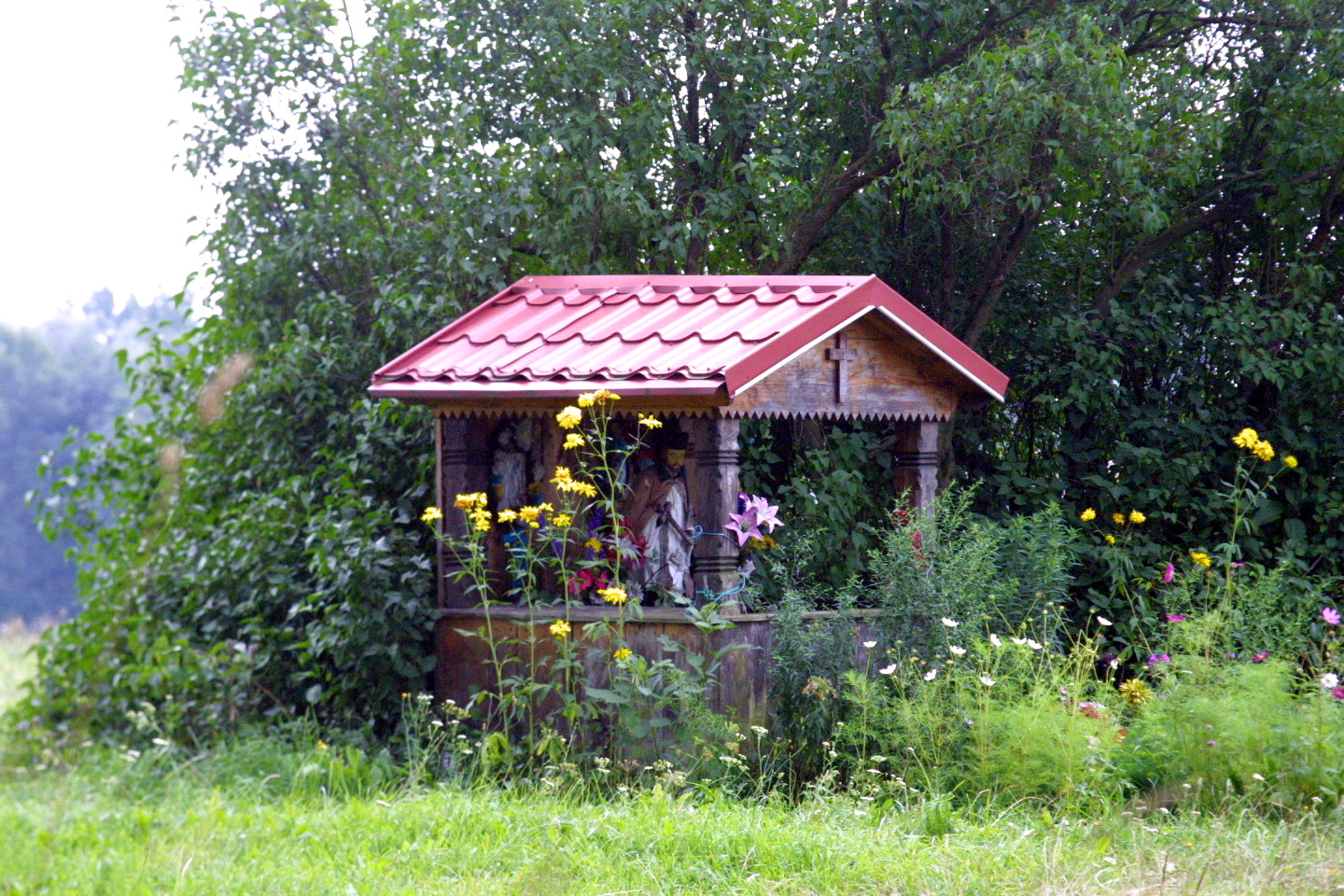
Kapliczka św. Jana Nepomucena